# Eurimbula-Nationalpark
Der Eurimbula-Nationalpark (engl.: Eurimbula National Park) ist ein Nationalpark im Osten des australischen Bundesstaates Queensland.

## Lage
Er liegt 411 Kilometer nördlich von Brisbane und 60 Kilometer südöstlich von Gladstone.
Der Park besteht aus drei getrennten Gebieten. Das östliche und größte liegt nahe der Küste an den Ufern des Eurimbula Creek. Das westliche liegt im Landesinneren und ist noch sehr ursprünglich und wild. Das nördliche umfasst die Rodds-Halbinsel und den Bustard Head.
In der Nachbarschaft liegen die Nationalparks Dawes, Mount Colosseum, Wild Cattle Island und Castle Tower.

## Flora
Im Nationalpark wechseln Mangrovenwälder an der Mündung des Eurimbula Creek mit Süßwasser-Myrtenheiden-Sümpfen, Eukalyptuswäldern und Regenwald ab. Diese Mischung ist einzigartig für die Küste des mittleren Queensland.

## Einrichtungen
Die meisten Einrichtungen gibt es im östlichen Teil des Nationalparks. Am Bustard Beach gibt es einen Zeltplatz und in der Nähe der Mündung des Eurimbula Creek wurde ein kurzer Wanderweg angelegt, der zum Aussichtspunkt „Ganoonga-Noonga“ führt. Von dort hat man einen guten Überblick über die Küste und den Myrtenheidensumpf im Park. Etwas weiter nördlich, am Middle Creek gibt es eine weitere Campingmöglichkeit, allerdings ohne besondere Ausstattung.

## Zufahrt
Der östliche Teil des Nationalparks ist von der Agnes Water Road mit allradgetriebenen Fahrzeugen erreichbar. Der westliche Teil, nordöstlich von Miriam Vale, kann nur zu Fuße erwandert werden. Der Nordteil ist am besten mit dem Boot erreichbar.